# Cappella di Santa Maria degli Angeli
La cappella di Santa Maria degli Angeli a Roma è un luogo di culto cattolico scomparso situato nella zona Balduina del quartiere Trionfale.

## Storia
Le suore del Bambino Gesù, istituto religioso fondato a Rouen nel 1666 da Nicolas Barré, O.M., nel 1936 aprirono una casa con annessa scuola dell'infanzia in un villino situato al numero 70 di viale delle Medaglie d'Oro, nella zona Balduina, appositamente acquistato l'anno precedente.
Divenuto il villino in breve tempo insufficiente per le esigenze della scuola, nel 1937 venne donato alle suore del Bambino Gesù un terreno edificabile situato in via Lattanzio, non lontano dal villino, nel territorio della parrocchia di Santa Paola Romana, sul quale a partire dal 1952 iniziarono i lavori di costruzione di un nuovo complesso scolastico, intitolato a santa Maria degli Angeli; una cappella provvisoria venne allestita all'interno di una delle stanze dell'edificio, che fu inaugurato (non ancora terminato) nel 1953. Nel 1964 venne completata la chiesa annessa all'istituto, dedicata anch'essa a santa Maria degli Angeli, che andò a sostituire quella provvisoria e venne benedetta il 16 marzo 1966 dal cardinale Luigi Traglia, vicario generale per la diocesi di Roma; essa venne utilizzata anche come luogo sussidiario di culto della parrocchia di Santa Paola Romana.
Nel 2010 l'istituto scolastico venne chiuso; alla fine del 2017 l'intero complesso (inclusa la chiesa) venne demolito per consentire l'edificazione di due nuovi edifici residenziali.

## Descrizione
La chiesa sorgeva all'incrocio tra via Livio Andronico e via Lattanzio, con la facciata su quest'ultima. Esternamente si presentava priva di particolari elementi decorativi e aveva la forma di un parallelepipedo rettangolo intonacato di grigio chiaro. Il prospetto, preceduto da una rampa posta perpendicolarmente rispetto all'ingresso, era caratterizzato da una grande croce in ferro battuto, e nella parte inferiore di quest'ultimo si apriva l'ampio portale d'accesso.
L'interno della chiesa era a navata unica, con soffitto piano e pavimento in marmo rosso; in controfacciata, sopra l'ingresso, trovava luogo una cantoria. L'aula terminava con l'abside semicircolare, decorata con un mosaico raffigurante la Madonna col Bambino attorniata da angeli adoranti (1968) e interamente occupata dall'area presbiterale, rialzata di tre gradini rispetto al resto della chiesa; al centro trovava luogo l'altare marmoreo, al di sopra della cui mensa era il tabernacolo. All'interno della chiesa vi era inoltre un quadro raffigurante il Beato Nicolas Barré, realizzato nel 2000 da un ex alunno.